# Psidium haitiense
Psidium haitiense là một loài thực vật có hoa trong Họ Đào kim nương. Loài này được Alain miêu tả khoa học đầu tiên năm 1969.